# Aspillera

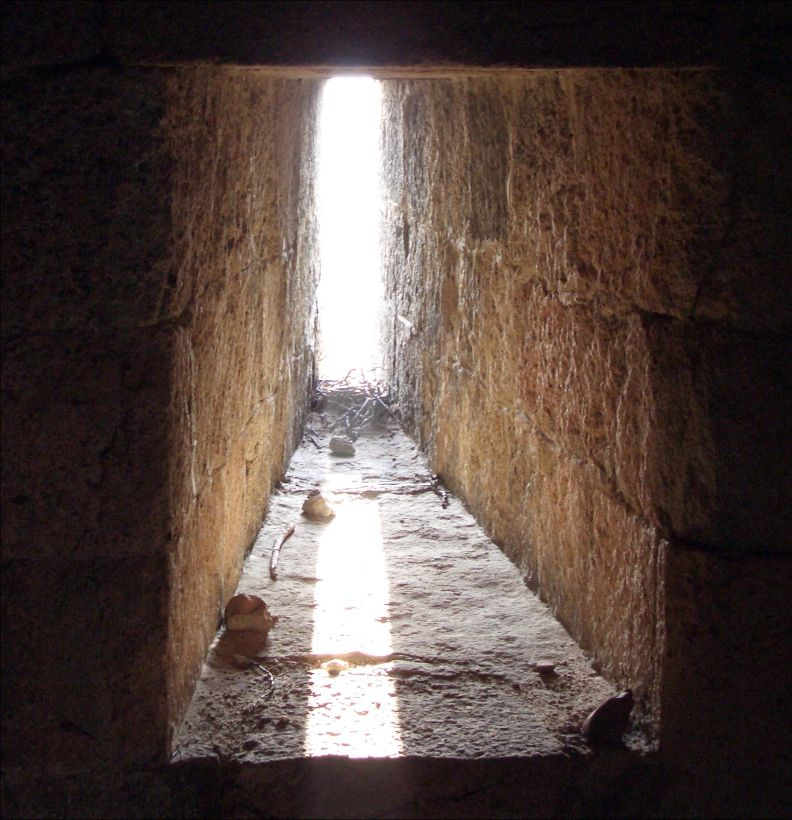
Arquera vista desde el interior. Se observa cómo se va estrechando.

Una aspillera, palabra proveniente del Latín sagitta, (también llamada arquera, saetera, lancera, tronera o ballestera) es una abertura vertical, estrecha y profunda, practicada en algunos muros o murallas defensivas, así como en las torres de los castillos o incluso en algunas almenas, para permitir disparar flechas con arcos o bien con ballestas.

## Historia

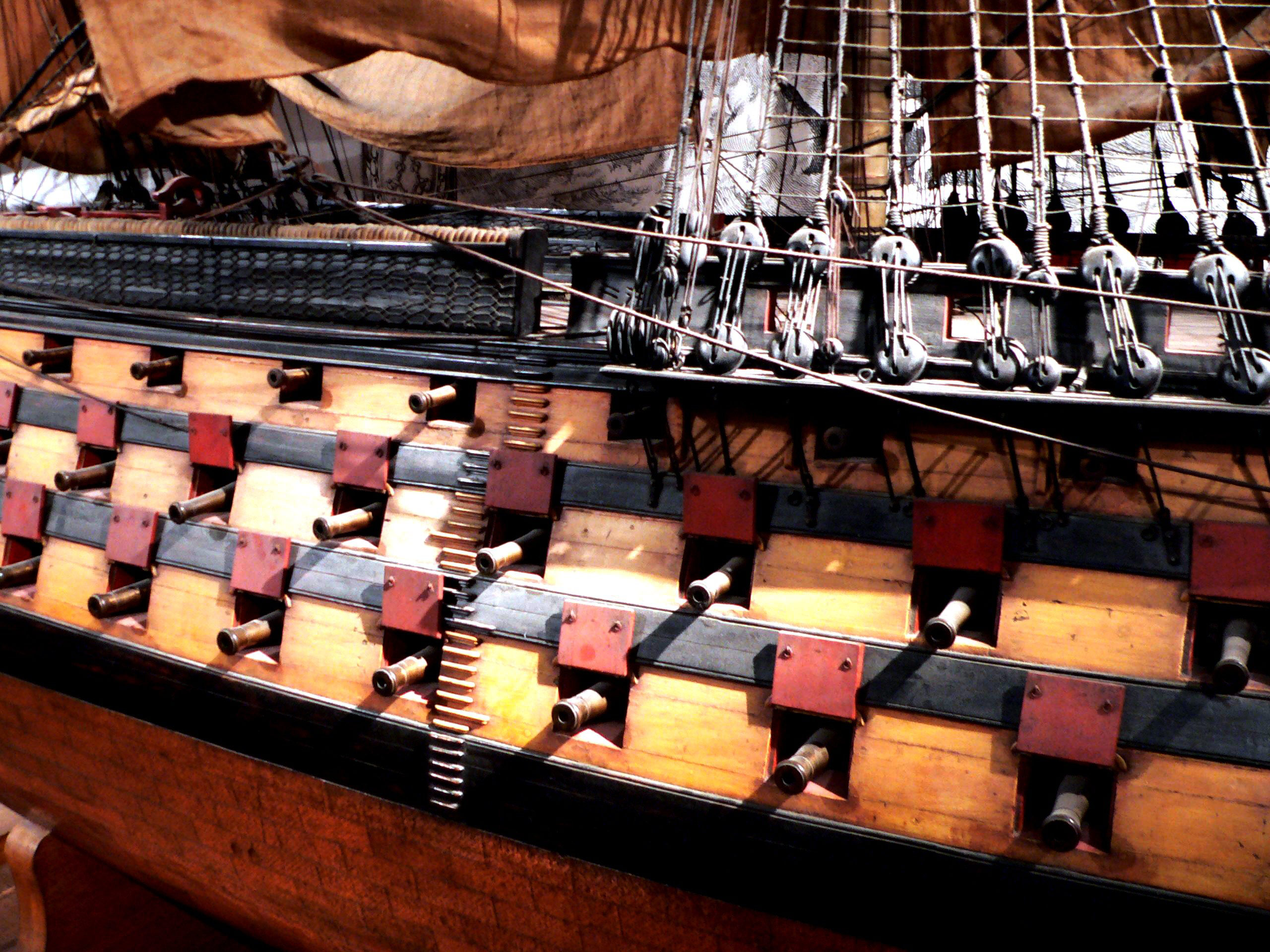
Troneras abiertas (con las portas levantadas) por las que pueden observarse los cañones del Océan, un navío de línea francés de finales del.

El motivo que hizo surgir las aspilleras fue la pretensión de eliminar los ángulos muertos en las fortificaciones. De este modo aparecieron las primeras arqueras en las fortalezas del siglo XII, aunque por entonces aún eran bastante raras o difíciles de encontrar. Fue durante el siglo XIII cuando se multiplicaron y se convirtieron en un método defensivo habitual. Hacia mediados del siglo XIV, las aspilleras se volvieron cada vez más raras en las partes bajas de las fortificaciones y se multiplicaron en las zonas altas. Por regla general se reserva la denominación de saetera para las fortificaciones más antiguas en las que no existían armas de fuego y aspillera para aquellas en las que se utilizaban para disparar este tipo de armas. Por ejemplo las aspilleras para disparo con fusil en los fuertes poligonales del siglo XIX.

## Artillería naval
En la artillería naval de los siglos XV a XIX las troneras eran las aberturas de los costados, en general aberturas cuadradas, por las que los buques de guerra disparaban sus cañones.

## Galería de imágenes

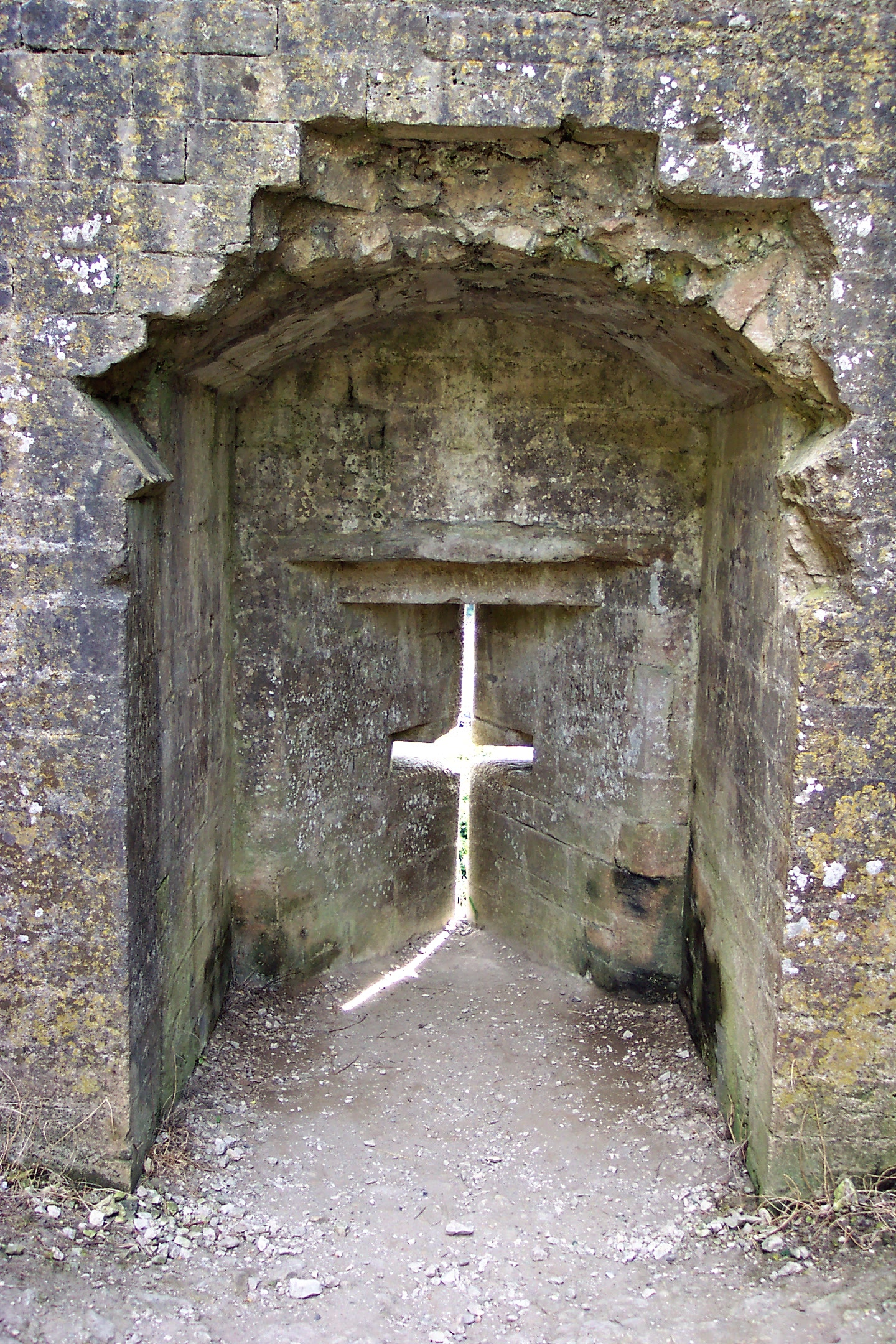
Aspillera en cruz, en el castillo Corfe.
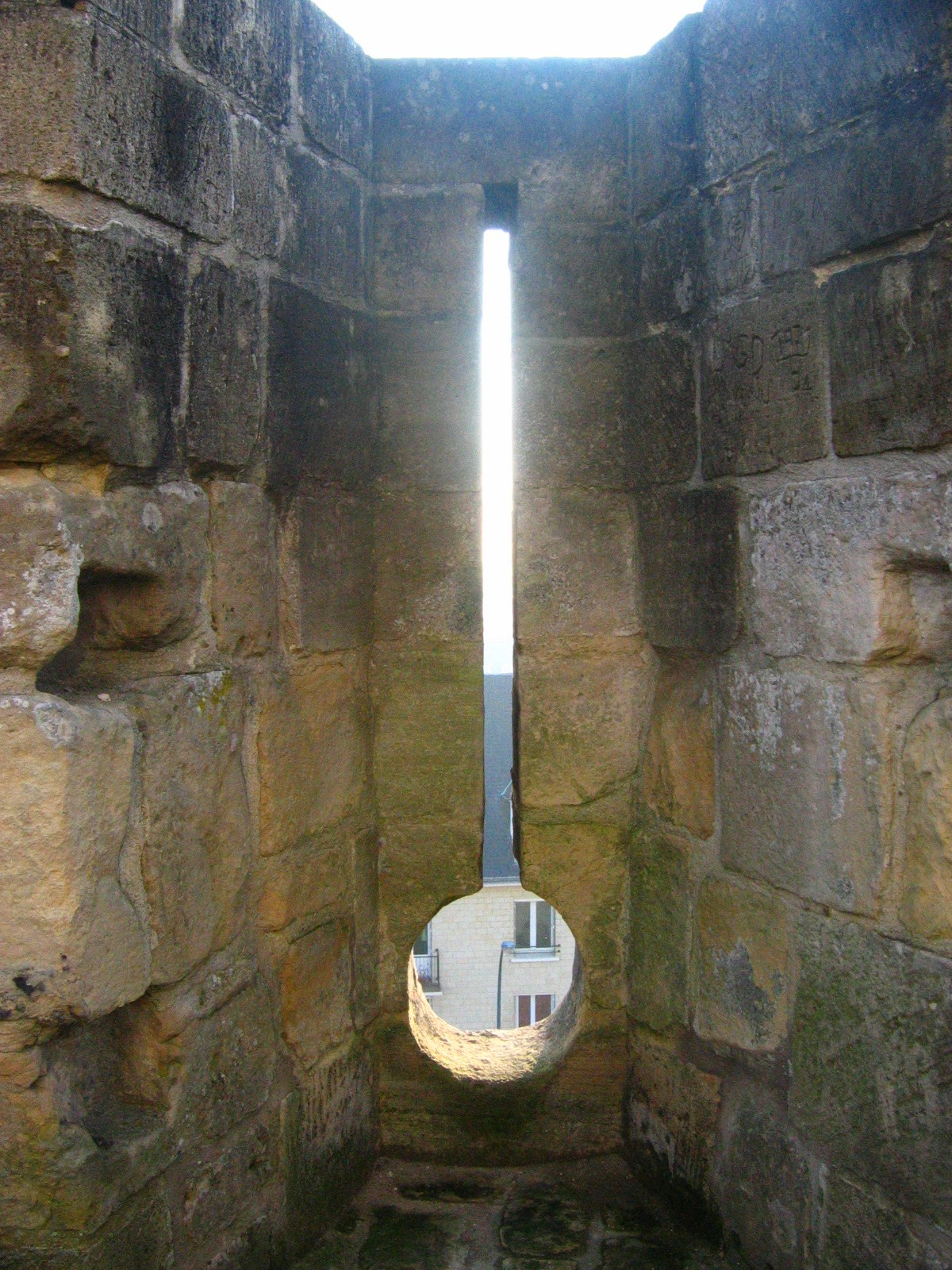
Aspillera en palo (parte vertical) y orbe (parte redonda), en el castillo de Caen.
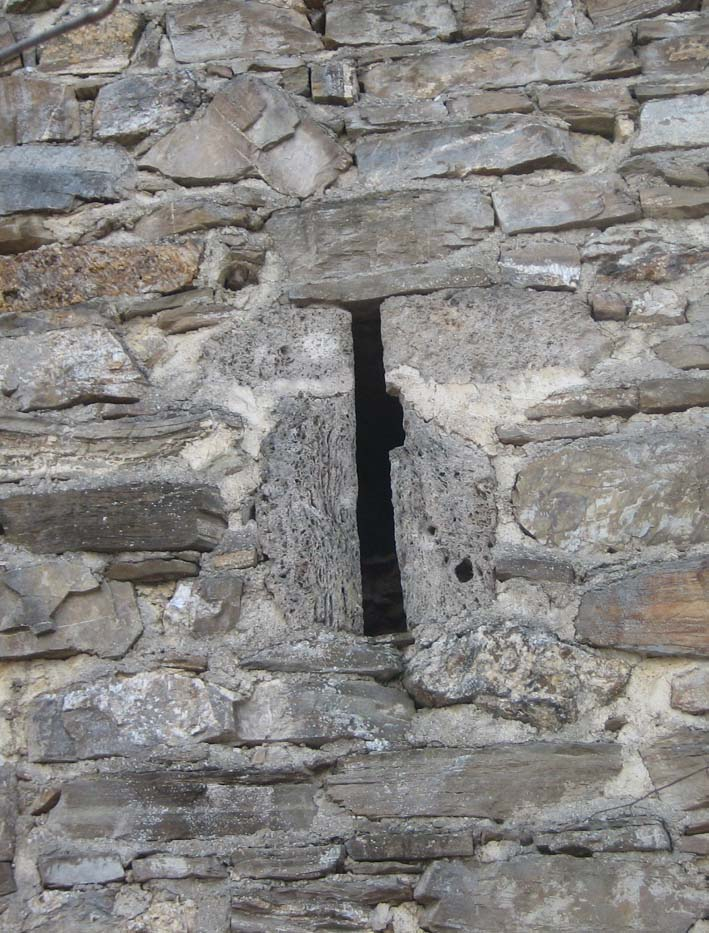
Aspillera en el castillo de Luven.
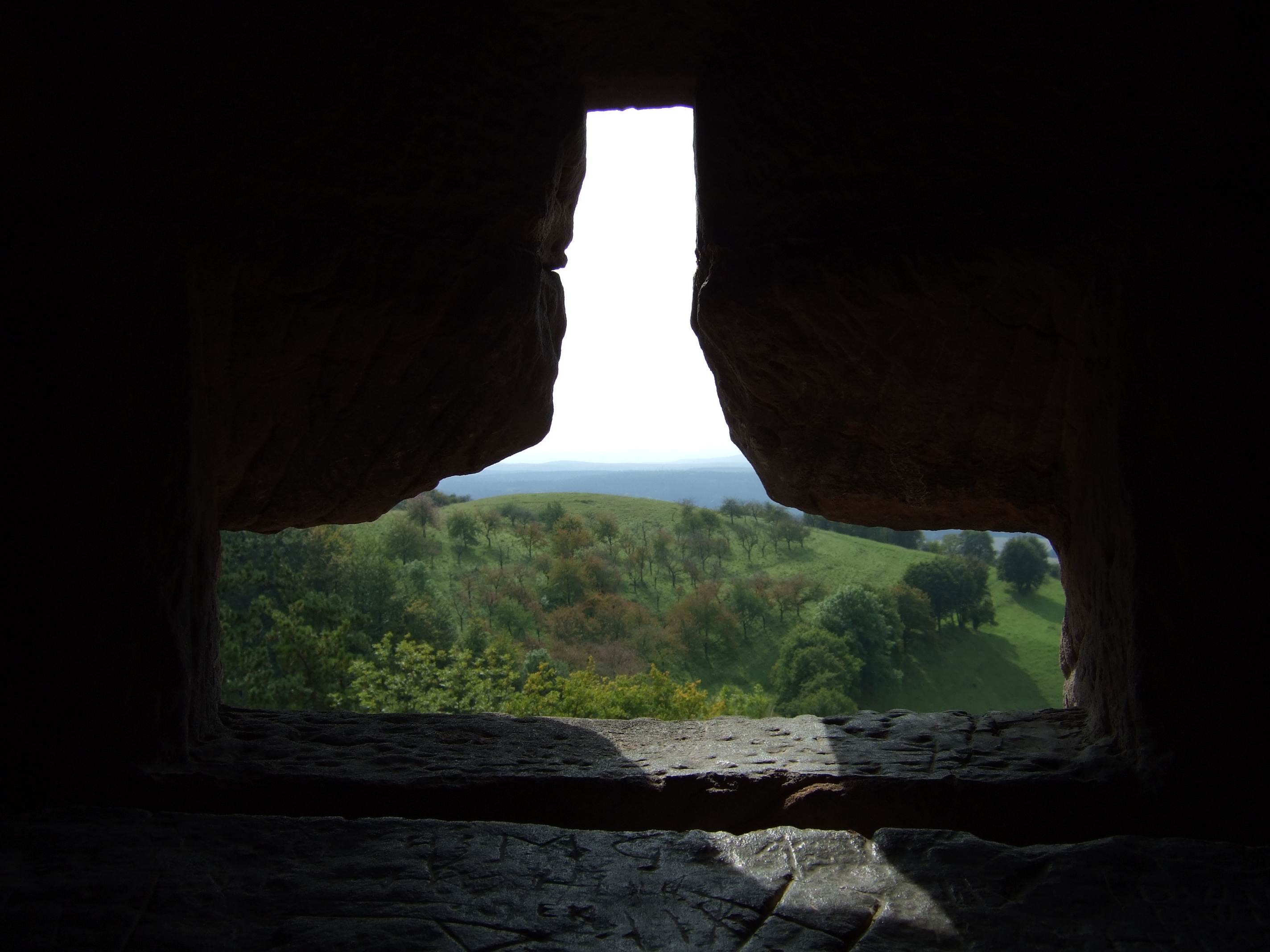
Aspillera en el castillo de Seitenroda (Alemania).
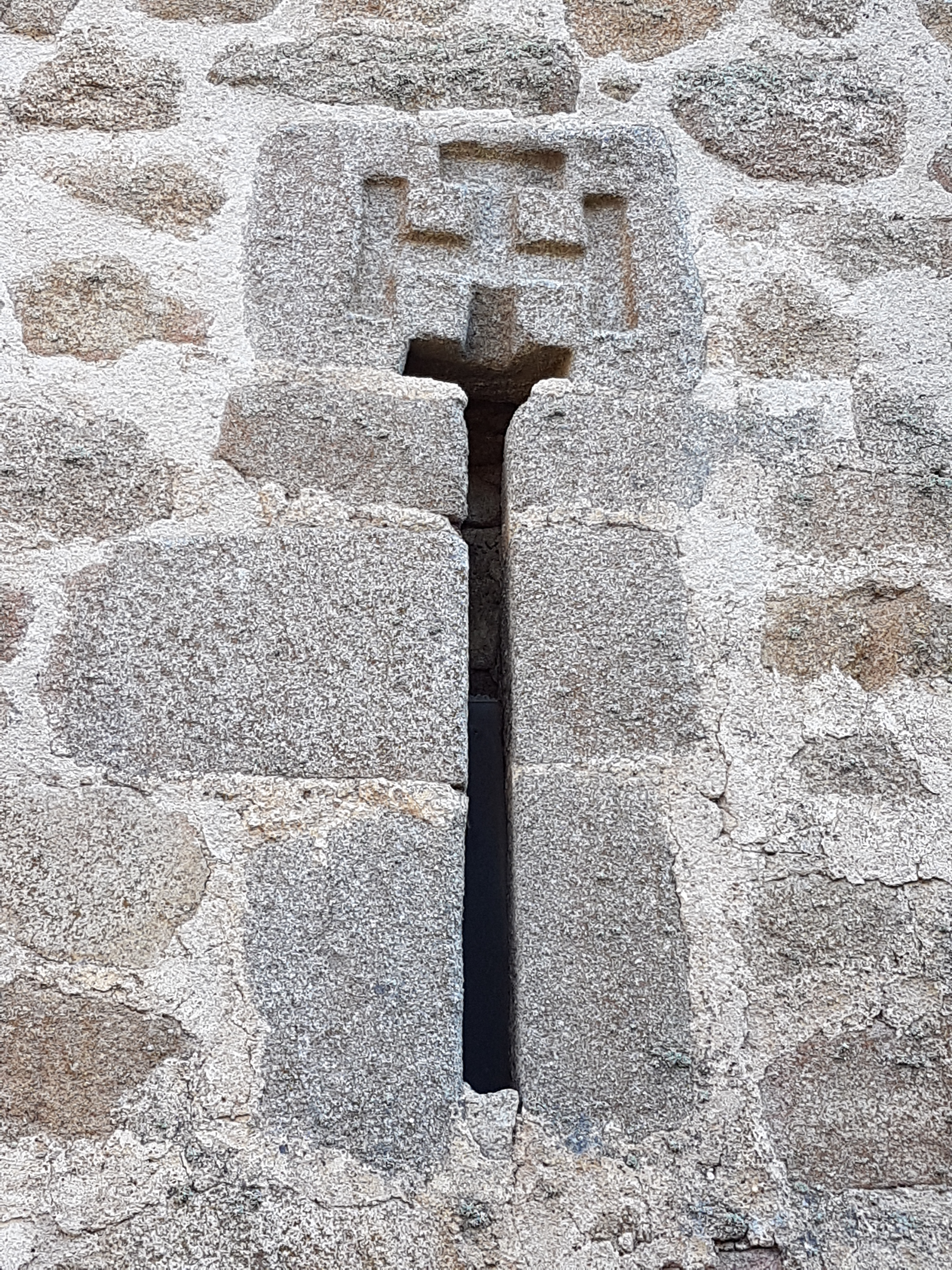
Saetera con la Cruz de Jerusalén bajo relieve. Castillo de los Mendoza en Manzanares el Real.